# Altes Pfarrhaus (Buchen/Odenwald)

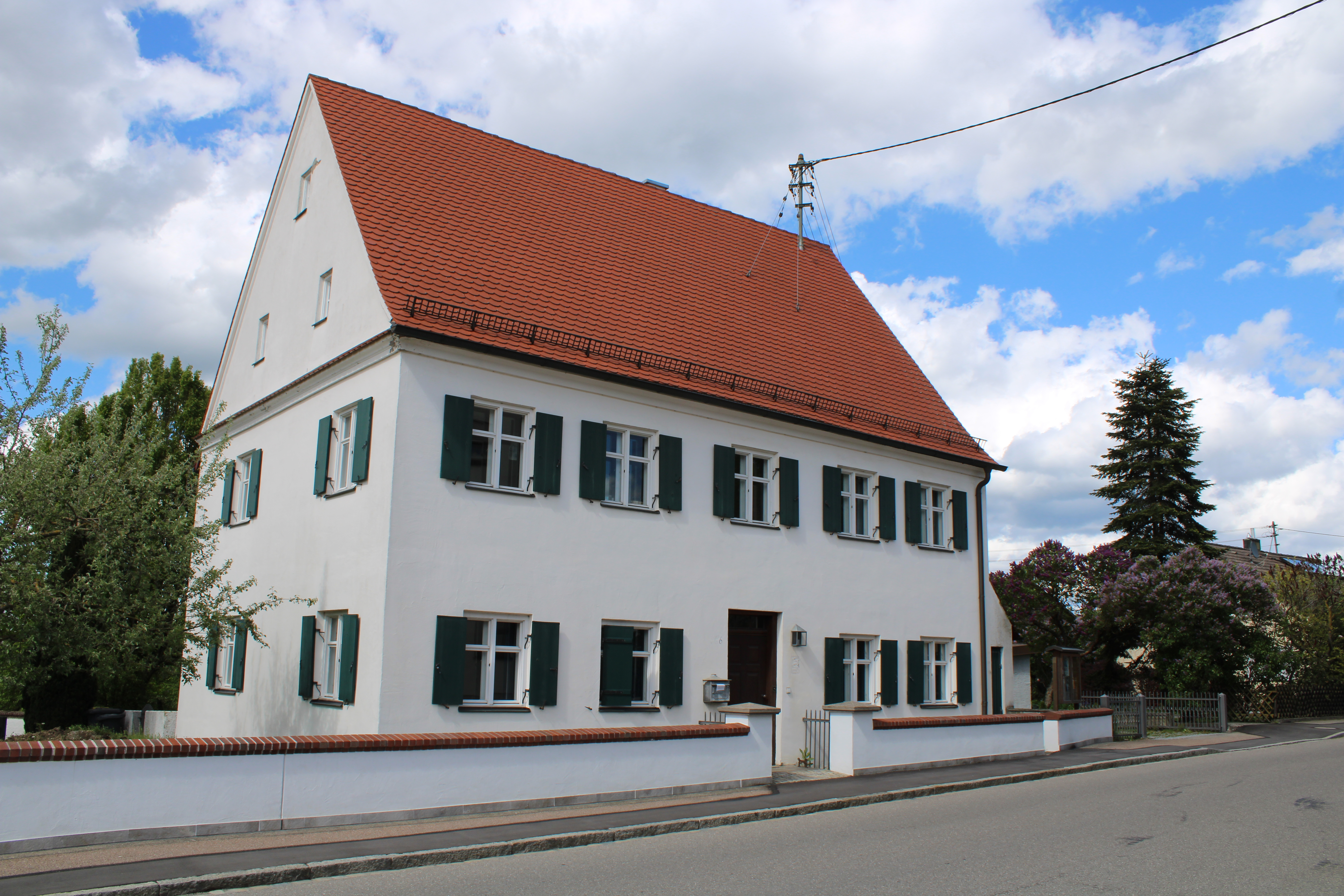
Altes Pfarrhaus in Buchen

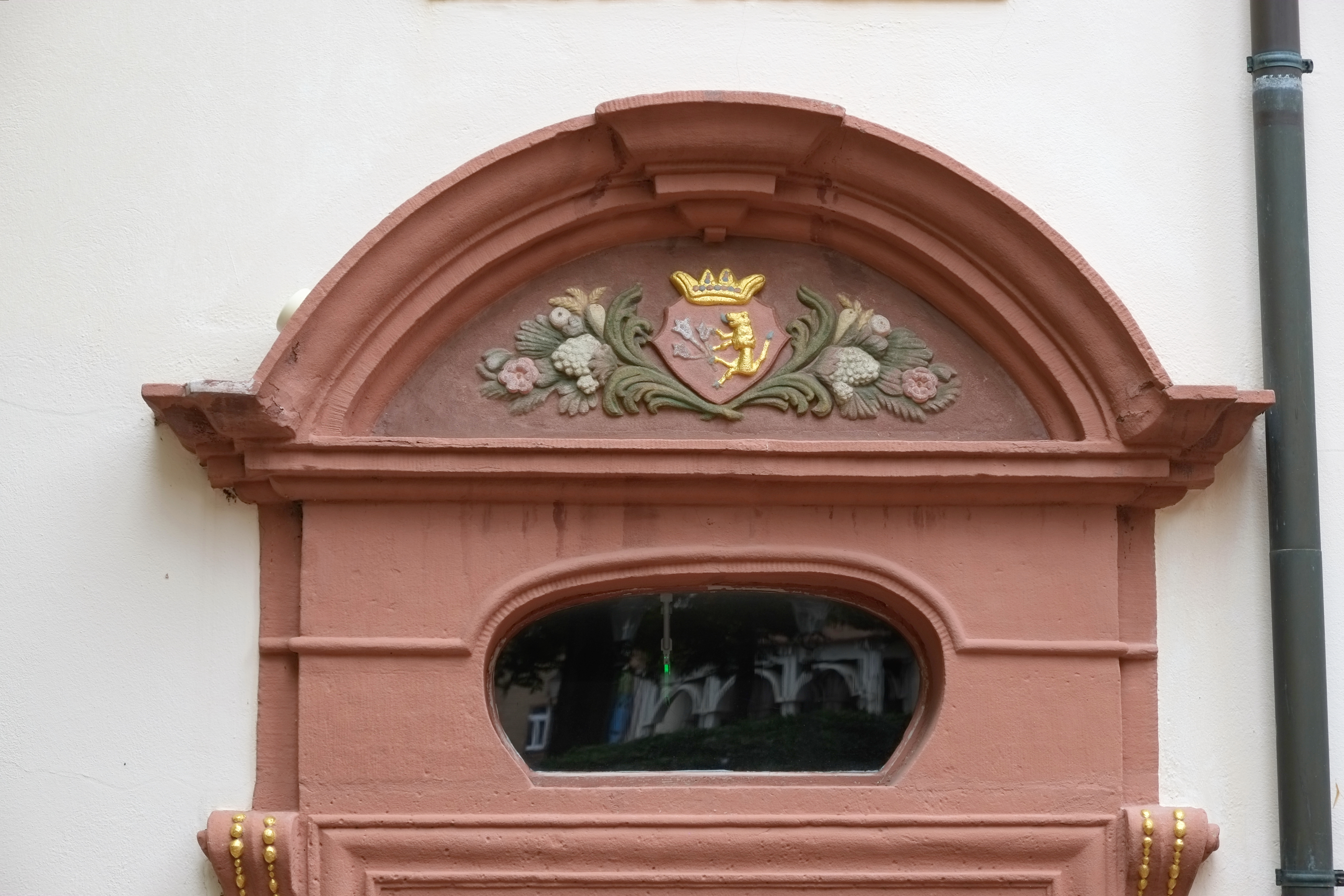
Wappen über dem Portal

Das ehemalige katholische Pfarrhaus in Buchen, einer Stadt im Neckar-Odenwald-Kreis in Baden-Württemberg, wurde 1720 errichtet, 1951 renoviert und 1987/88 um- und ausgebaut. 
Der zweigeschossige, barocke Massivbau mit Krüppelwalmdach und Eckpilastern besitzt ein seitliches Eingangsportal und Ohrenfenster. Die östliche Giebelseite steht auf einem Rest der Stadtmauer mit zwei Strebepfeilern.
Das geschützte Kulturdenkmal am Wimpinaplatz6 neben der katholischen Stadtkirche St. Oswald ist seit 1971 nicht mehr Pfarrhaus, sondern Sitz des Katholischen Dekanats Buchen-Mosbach.